# Instituto Jules Bordet
El Instituto Jules Bordet (en francés: Institut Jules Bordet) es un hospital general (pero con camas universitarias) y un instituto de investigación de la Universidad Libre de Bruselas, que se especializa en oncología. Se encuentra en la ciudad de Bruselas, la capital de Bélgica. El instituto lleva el nombre de Jules Bordet (1870-1961), un inmunólogo y microbiólogo belga que ganó el Premio Nobel de Fisiología o Medicina en 1919 por sus descubrimientos relacionados con la inmunidad.